# Bacco e Cerere
Il Bacco e Cerere è un affresco proveniente da Villa Carmiano, rinvenuto durante gli scavi archeologici dell'antica città di Stabiae, l'odierna Castellammare di Stabia e conservato al Museo archeologico di Stabia Libero D'Orsi.

## Storia e descrizione
L'affresco risale alla prima metà del I secolo, durante l'età flavia e copriva l'intera parete orientale del triclinio di Villa Carmiano, di fronte a quello raffigurante Nettuno e Amimone: fu rinvenuto durante gli scavi effettuati da Libero D'Orsi, negli anni sessanta del XX secolo e ancora intatto, in quanto la villa non era stata mai esplorata precedentemente. Fu in seguito asportato dalla sua collocazione originale e portato all'Antiquarium stabiano, per preservarne l'integrità e poi al Museo archeologico di Stabia Libero D'Orsi.
L'affresco si divide in tre sezioni ed è di chiara ispirazione dionisiaca, tema che si ripercorre in tutta la stanza e che trae ispirazione da quello del Trionfo di Dioniso: nella parte centrale è riprodotta l'opera principale ossia Bacco e Cerere, nell'atto di dispensare i beni della terra, in groppa ad un cavallo marino che si muove verso il lato destro; la parte superiore dell'affresco ha uno sfondo chiaro nel quale si riconoscono diversi amorini in volo. Nei pannelli laterali, divisi dal centrale da disegni di elementi architettonici e contornati da figure floreali, sono poste delle figure volanti: tutta la zona mediana dell'intero affresco ha uno sfondo in rosso pompeiano. La zoccolatura è in giallo ed al centro reca una decorazione raffigurante un paesaggio lacustre con la presenza di anatre, mentre ai lati, due mostri marini inseriti in una cornice marrone.